# Гулиев, Дмитрий Курмадович
Дмитрий Курмадович Гулиев (род. 10 июня 1987, Курск) — российский политический и общественный деятель. Депутат Курского городского Собрания пятого (2012-2017) и шестого (2017-2022) созывов. Депутат Курской областной Думы VII созыва (2021-2026), ветеран боевых действий, участник штурма г. Суджа, сопредседатель Регионального штаба Общероссийского народного фронта в Курской области. Председатель ассоциации ветеранов Курской области.

## Биография
Родился 10 июня 1987 года в Курске. В 2004 году окончил среднюю школу № 27 Курска. В 2009 году с отличием окончил «Российский государственный социальный университет» по специальностям «экономист»  и «переводчик». В 2013 году получил степень магистра социальных наук.
Женат, воспитывает двух детей.

## Карьера
С 2010 года занимается развитием донорского движения в Курской области.
С 2012 года является представителем Курской области в Палате молодых законодателей при Совете Федерации РФ, а с 2013 года стал в ней председателем комитета по социальной политике и здравоохранению.
В 2016 году добился решения ФАС о возбуждении уголовного дела против компании «Квадра» в Курске за нарушения при расчете платы за отопление, а также добился исчезновения игровых автоматов с улиц в Курске.
С 2017 года – член Общественного совета УМВД города Курска.
Депутат Курского городского Собрания пятого (2012-2017) и шестого (2017-2022) созывов.
В 2018 году внёс предложение об изменениях в работе в сфере школьной безопасности.
В 2018 году стал организатором Всероссийской акции в поддержку закона за ужесточение ответственности за организацию и проведение азартных игр игорного бизнеса, а также внёс законопроект об ужесточении ответственности за организацию и проведение азартных игр на территории РФ.
В 2018 году добился закрытия всех казино в городе Курске.
Ряд его инициатив был поддержан Советом Федерации.
В 2019 году добился возбуждения уголовного дела за незаконную продажу контрольного пакета акций ОАО «Курские электрические сети».
Также в 2019 году стал инициатором создания федеральной горячей линии по защите животных.
С 2021 года избран сопредседателем Регионального штаба Общероссийского народного фронта в Курской области.

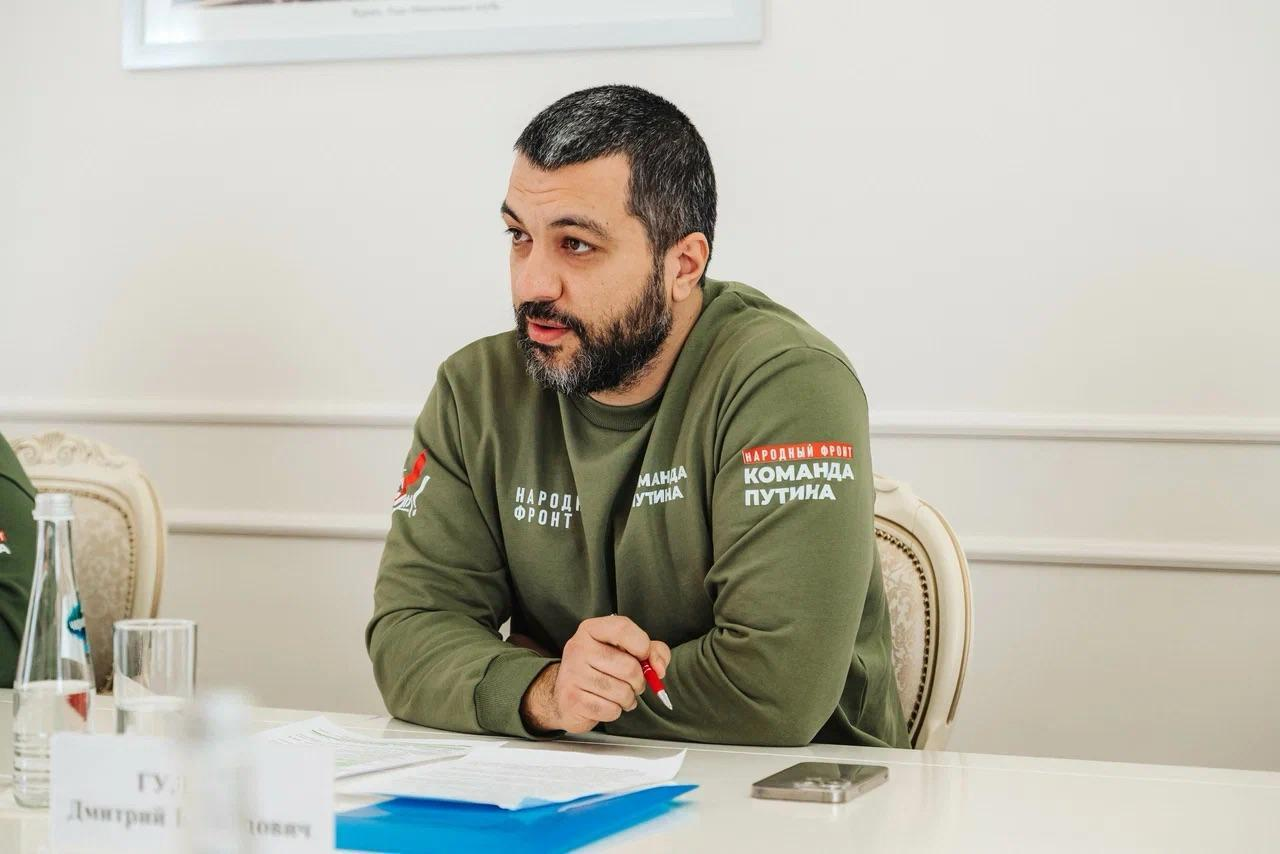
На мероприятии «Народного фронта»

В 2021 году был избран депутатом Курской областной Думы VII созыва (2021-2026). Является заместителем председателя постоянного комитета по предпринимательству, инновационной политике и цифровому развитию. Член постоянного комитета по бюджету, налогам и экономическому развитию.
В 2022 году добился возврата в собственность города Курска акций ОАО «Курские электрические сети» после их незаконной продажи.
После российского вторжения на Украину организовал штаб, доставляющий гуманитарную помощь российским военным. Первым из депутатов РФ ушёл добровольцем, провёл на передовой 3 месяца, принимал участие в боевых действиях. В конце октября 2022 года он второй раз отправился добровольцем на фронт, где будет служить в подразделении зенитно-ракетных войск в должности рядового, оператора зенитно-ракетного расчета.

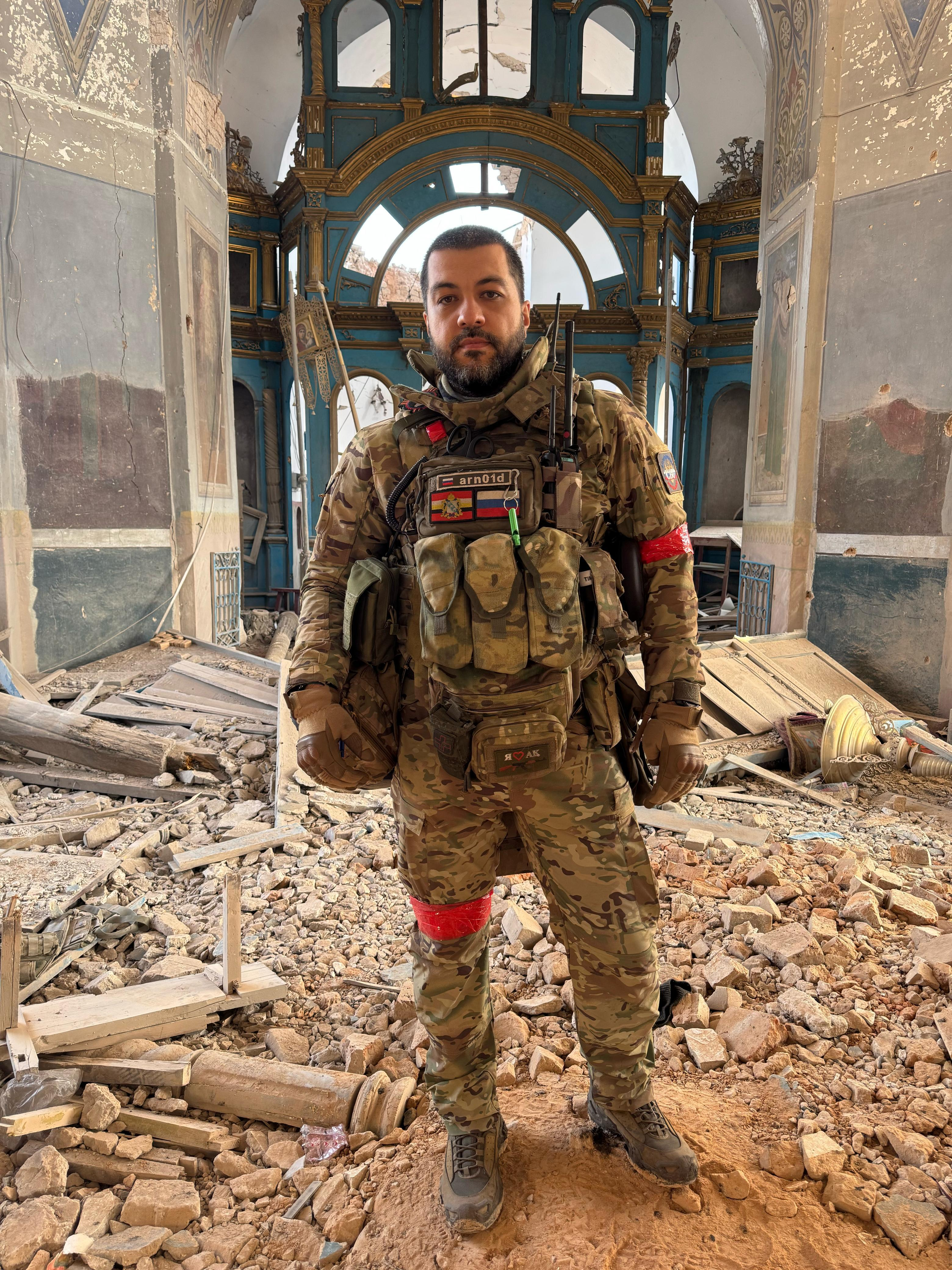
На штурме села Черкасское Поречное

В 2023 году присвоен статус «Ветеран боевых действий».
В 2024 году избран председателем Ассоциации ветеранов военных действий Курской области.
С 2024 года является участником «Команды Путина». В этом же году внесён в базу данных украинского сайта «Миротворец» .

## Награды
В 2021 году награждён медалью «За заслуги перед Курской областью» ll степени.
В 2022 году награжден медалью Министерства обороны Российской Федерации «За боевые отличия» за отвагу и самоотверженность, проявленные при выполнении задач в боевых условиях, сопряженных с риском для жизни.
В 2023 году награждён «Медалью Жукова» за отвагу, самоотверженность и личное мужество, проявленные в боевых действиях при защите Отечества и государственных интересов Российской Федерации.
В 2023 году награждён медалью «За храбрость» за проявленную храбрость и мужество в ходе выполнения боевых операций по защите Отечества и государственных интересов Российской Федерации.
В 2024 году награждён знаком отличия ордена Святого Георгия — Георгиевским крестом IV степени. 